# Marguerite Long

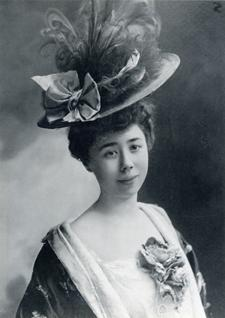
Marguerite Long, um 1900

Marguerite Long (* 13. November 1874 in Nîmes; † 13. Februar 1966 in Paris; eigentlich: Marie-Charlotte Long) war eine französische Pianistin, Klavierpädagogin und Musikschriftstellerin.

## Leben
Long war Schülerin von Antoine François Marmontel und am Conservatoire de Paris von Henri Fissot. Von 1906 bis 1940 unterrichtete sie am Pariser Konservatorium, seit 1921 auch an der École Normale de Musique. Zu ihren Schülern zählten Philippe Entremont, Jacques Février, Samson François und Ingrid Haebler. 1942 gründete sie mit Jacques Thibaud in Paris eine Musikschule; 1943 begründete sie mit Thibaud den angesehenen internationalen Long-Thibaud-Wettbewerb (Concours international Marguerite Long – Jacques Thibaud) für Pianisten und Violinisten. Bis ins hohe Alter hatte sie zahlreiche Privatschüler.
Marguerite Long gilt als bedeutendste französische Pianistin des 20. Jahrhunderts. Sie war befreundet mit Claude Debussy, Gabriel Fauré und Maurice Ravel und spielte u. a. die Uraufführung von Ravels Klavierkonzert G-Dur, das ihr auch gewidmet ist, sowie sein Le Tombeau de Couperin.
Sie war seit 1906 mit dem Musikkritiker Joseph de Marliave verheiratet.

## Schriften
- Le Piano. 1959.
- Au piano avec Debussy. 1960.
- La Petite Méthode de piano. 1963.
- Au piano avec Fauré. 1963.
- Au piano avec Ravel. 1971.